# Florin Prunea
Florin Prunea (* 8. August 1968 in Bukarest) ist ein ehemaliger rumänischer Fußballtorhüter und derzeitiger Sportdirektor. Er bestritt insgesamt 374 Spiele in der Divizia A, der Süper Lig, der A Grupa und der Alpha Ethniki. Außerdem nahm er an der Fußball-Weltmeisterschaft 1994, der Fußball-Europameisterschaft 1996, der Fußball-Weltmeisterschaft 1998 und der Fußball-Europameisterschaft 2000 teil.

## Karriere

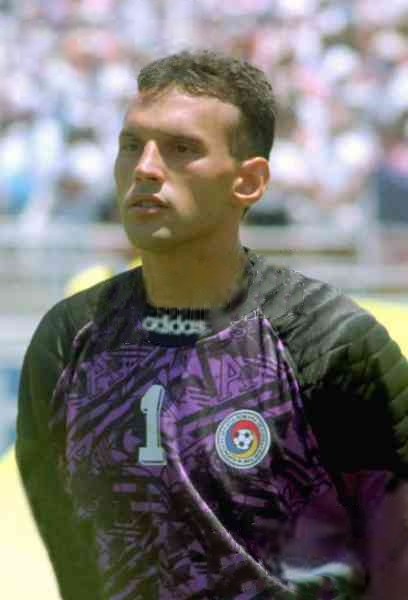
Florin Prunea (1994)

### Verein
Obwohl Florin Prunea seine Kindheit in der Nähe des Ghencea-Stadions verbrachte, begann er seine Karriere nicht bei Steaua Bukarest, sondern bei Dinamo Bukarest. Dort bestritt er am 31. Mai 1986 bei der 0:5-Heimniederlage gegen Sportul Studențesc sein erstes Spiel in der Divizia A. Da er bei Dinamo nicht über den Status des Ersatztorwarts hinauskam, wechselte er 1988 zum Ligakonkurrenten Universitatea Cluj. Dort gelang ihm der Durchbruch. Im Jahr 1990 ergab sich für Prunea die Möglichkeit, zu einem rumänischen Spitzenklub, Universitatea Craiova, zu wechseln. Mit diesem gewann er 1991 Meisterschaft und Pokal. Daraufhin holte ihn Dinamo Bukarest im Jahr 1992 zurück. Prunea wurde Stammtorwart und blieb Dinamo bis zur Winterpause 1997/98 treu, als er erneut zu Universitatea Cluj wechselte.
Dieser Wechsel stellte den Wendepunkt seiner Karriere dar. Prunea spielte zwar weiterhin in der höchsten Fußballliga, aber sowohl Universitatea Cluj als auch seine nachfolgenden Stationen Erzurumspor, Astra Ploiești und Universitatea Craiova befanden sich im Abstiegskampf. Im Jahr 2000 bekam Prunea noch einmal Angebote von Spitzenteams. Zunächst holte ihn Litex Lowetsch nach Bulgarien, doch Prunea verließ den Verein bereits nach zwei Monaten, nachdem ihm unterstellt worden war, von der Heimniederlage am 13. August 2000 gegen Lewski Sofia finanziell profitiert zu haben.
noch im Herbst wechselte er ein drittes Mal zu Dinamo Bukarest. Hier wurde er zwar rumänischer Meister, verlor aber seinen Stammplatz, so dass er wieder bei Mannschaften aus dem unteren Mittelfeld sein Glück suchte. Nach den weiteren Stationen FCM Bacău, FC Brașov und Skoda Xanthi unterschrieb er im August 2005 einen letzten Spielervertrag bei FC Național Bukarest. Bei dem Pokalspiel gegen Oțelul Galați saß Prunea am 7. Dezember 2005 ein letztes Mal auf der Ersatzbank und beendete anschließend im Alter von 37 Jahren seine Karriere.

### Nationalmannschaft
Prunea bestritt insgesamt 60 Länderspiele für die rumänische Fußballnationalmannschaft. Sein erstes Länderspiel absolvierte er am 5. Dezember 1990 gegen San Marino. Von 1993 bis 1994 war Prunea erste Wahl des rumänischen Nationaltrainers Anghel Iordănescu, so dass er auch bei drei Spielen der Fußball-Weltmeisterschaft 1994 in den USA im Tor stand. Nach dem Turnier wurde er von seinem Kontrahenten Bogdan Stelea verdrängt, so dass er nur noch sporadisch zum Einsatz kam und bei der Fußball-Europameisterschaft 1996 in England, der Fußball-Weltmeisterschaft 1998 in Frankreich und der Fußball-Europameisterschaft 2000 in Belgien und den Niederlanden nur noch als Ersatztorwart dabei war.

## Erfolge
- WM-Teilnehmer: 1994, 1998
- EM-Teilnehmer: 1996, 2000
- Rumänischer Meister: 1991, 2002
- Rumänischer Pokalsieger: 1991, 2001

## Sonstiges
Prunea wurde am 10. Januar 1993 vom rumänischen Fußballverband mit einer Sperre von neun Monaten belegt, weil er eine Gruppe von ca. 100 Spielern angeführt hatte, die gegen verspätete Gehaltszahlungen protestiert und den Rücktritt von Verbandspräsident Dumitru Dragomir gefordert hatten. Am 28. Januar 1993 wurde die Sperre auf Intervention der UEFA, der FIFA und der FIFPro wieder aufgehoben.
Prunea wurde am 22. November 2005 zum Direktor für internationale Beziehungen im rumänischen Fußballverband ernannt und trat sein Amt nach dem Ende seiner Spielerkarriere am 8. Dezember 2005 an. Im Juni 2009 wurde er jedoch bis auf weiteres beurlaubt. Es war bekannt geworden, dass Prunea von der Nationalen Antikorruptionsbehörde angeklagt wird, im Herbst 2008 eine fünfstellige Geldsumme angenommen zu haben, um mildernd auf die gegen Cornel Penescu, den Präsidenten von FC Argeș Pitești, zu verhängende Strafe Einfluss zu nehmen. Im Februar 2010 wurde Prunea Sportdirektor bei Dinamo Bukarest und bekleidete dieses Amt bis zum Jahresende 2010. Sein Engagement als Sportdirektor bei Astra Ploiești, das er Anfang Januar 2011 begonnen hatte, wurde am 10. August 2011 beendet. Seit dem 10. Januar 2012 ist Prunea Vereinspräsident von CSMS Iași in der Liga II.
Prunea ist verheiratet und hat eine Adoptivtochter.

## Auszeichnungen
Am 25. März 2008 wurde Prunea vom rumänischen Staatspräsidenten Traian Băsescu für die Leistungen in der Nationalmannschaft mit dem Verdienstorden „Meritul sportiv“ III. Klasse ausgezeichnet. Er ist Verdienter Meister des Sports.